# Les Cinq Turcs
Les cinq turcs (turc : Türk Beşleri) sont les cinq pionniers de la musique classique en Turquie. Ils sont tous nés dans la première décennie du XXe siècle et ils ont composé leurs œuvres les plus notables dans les premières années de la république de Turquie, en particulier durant les présidences de Mustafa Kemal Atatürk et d'İsmet İnönü. Ils avaient tous des contacts avec les deux présidents et ont tous été encouragés à participer à l'occidentalisation de la Turquie.
Ces cinq compositeurs sont :
- Ahmet Adnan Saygun
- Ulvi Cemal Erkin
- Cemal Reşit Rey
- Hasan Ferit Alnar
- Necil Kazım Akses